# غراهام سميث (مجدف)
غراهام سميث (بالإنجليزية: Graham Smith)‏ هو مجدف بريطاني، ولد في 21 يونيو 1975 في سانت ألبانز في المملكة المتحدة.

## وصلات خارجية
- غراهام سميث على موقع الاتحاد الدولي للتجديف (الإنجليزية)
- غراهام سميث على موقع اللجنة الأولمبية الدولية (الإنجليزية)
- غراهام سميث على موقع أوليمبيديا (الإنجليزية)
- غراهام سميث على موقع اللجنة الأولمبية البريطانية (الإنجليزية)